# VB Sports Club
Il VB Sports Club (ވީބީ ސްޕޯޓްސް ކްލަބް) è una società calcistica con sede a Malé, nelle Maldive.
Fondato nel 1987 con il nome di Island Football Club, ha assunto la denominazione attuale l'8 novembre 2006. Gioca le partite casalinghe al Rasmee Dhandu Stadium.

## Palmarès

### Competizioni nazionali
- Dhivehi League: 3

2009, 2010, 2011
- Coppa delle Maldive: 1

2008

### Altri piazzamenti
- Dhivehi League:

Terzo posto: 2012
- Coppa delle Maldive:

Finalista: 2009

## Rosa attuale
| N. |                    | Ruolo | Calciatore          |
| -- | ------------------ | ----- | ------------------- |
| 1  | Maldive (bandiera) | P     | Mohamed Shinan      |
| 2  | Maldive (bandiera) | C     | Hussain Afzal       |
| 3  | Brasile (bandiera) | D     | Cicero              |
| 4  | Brasile (bandiera) | D     | Douglas             |
| 5  | Maldive (bandiera) | D     | Abdulla Haneef      |
| 6  | Maldive (bandiera) | C     | Mohamed Arif        |
| 7  | Maldive (bandiera) | A     | Ali Ashfaq          |
| 9  | Maldive (bandiera) | A     | Ashad Ali           |
| 10 | Maldive (bandiera) | A     | Ali Umar            |
| 11 | Maldive (bandiera) | C     | Shamweel Qasim      |
| 12 | Maldive (bandiera) | C     | Adam Imran          |
| 13 | Maldive (bandiera) | D     | Fairooz Adam Sameer |

| N. |                         | Ruolo | Calciatore           |
| -- | ----------------------- | ----- | -------------------- |
| 14 | Maldive (bandiera)      | D     | Ahmed Saeed          |
| 16 | Maldive (bandiera)      | C     | Mohamed Hussain      |
| 17 | Maldive (bandiera)      | A     | Adam Lareef          |
| 18 | Maldive (bandiera)      | D     | Faruhadh Ismail      |
| 19 | Maldive (bandiera)      | C     | Ismail Mohamed       |
| 21 | Maldive (bandiera)      | C     | Hassan Adham         |
| 23 | Maldive (bandiera)      | A     | Ismail Easa          |
| 24 | Bahrein (bandiera)      | A     | Hussain Habib        |
| 25 | Maldive (bandiera)      | P     | Imran Mohamed        |
| 26 | Sierra Leone (bandiera) | A     | Abu Desmond Mansaray |
| 27 | Maldive (bandiera)      | C     | Adam Fazeeh          |
| 30 | Maldive (bandiera)      | D     | Hussein Shuaib       |